# Pragmática de conversión forzosa
La pragmática de conversión forzosa es un término que podría aplicarse a varias pragmáticas u otros textos legales emitidos a comienzos del siglo XVI en la Monarquía Hispánica bajo los Reyes Católicos y Carlos V, es el nombre que la historiografía da especialmente a la Pragmática de 14 de febrero de 1502. Por ella, aparentemente se daba a elegir a los musulmanes sometidos (mudéjares) de la corona de Castilla entre el exilio y la conversión al cristianismo. La nueva categoría social así surgida, los cristianos nuevos de origen musulmán, recibieron el nombre de moriscos.

## La conversión forzosa de los mudéjares

### Corona de Castilla
La opción que ofrecía la Pragmática del 14 de febrero de 1502 entre el bautismo o la expulsión era sólo aparente, puesto que la posibilidad de salir del reino no existía: además de contener rigurosas limitaciones de edad que supondrían la separación de las familias (niños menores de catorce años y niñas menores de doce), el propósito explícito quedó evidenciado sólo tres días más tarde con la Pragmática de 17 de febrero de 1502, que les prohibía abandonar el reino. El bautismo pasaba a ser la única posibilidad, y se realizó masivamente, mediante ceremonias colectivas en que los sacerdotes asperjaban el agua sobre toda la población de un lugar mientras pronunciaba las palabras rituales. A partir de ese momento, considerados ya cristianos, cualquier manifestación religiosa divergente podía ser considerada herejía. No obstante, el control real de la Inquisición española no se centró en la población morisca, de muy clara diferenciación (continuaban con sus costumbres de todo tipo), sino en los judeoconversos, que vivían entre la comunidad cristiana y eran objeto de una particular dinámica social.
La fecha exacta en que se impuso el bautismo obligatorio fue diferente en cada territorio de la Corona de Castilla: 1501 en el reino de Granada y 1502 en el resto.
Entre 1515 y 1516 se impone el bautismo o la expulsión de los mudéjares navarros tras haber sido incorporado ese reino a Castilla en 1515 por Fernando el Católico.

#### Reino de Granada
Toda una serie de pragmáticas pasaron a regular la vida de la población mora desde las Capitulaciones para la entrega de Granada de 28 de noviembre de 1491, muy garantistas con sus derechos (permitían la continuidad de religión y forma de vida de los moros granadinos) y que se aplicaron con mayor o menor rigor hasta 1499, cuando la política contemporizadora de Fray Hernando de Talavera fue sustituida la mano dura impuesta por el Cardenal Cisneros. Excusándose en la revuelta del Albaicín y otras revueltas mudéjares las garantías de las capitulaciones fueron dejando de aplicarse.
La Pragmática de 20 de julio de 1501, posterior al empadronamiento de toda la población mora y a una orden de conversión forzada limitada a los moriscos granadinos, prohibía que los moriscos castellanos (es decir, los mudéjares existentes en otros reinos de la Corona de Castilla) entraran en el reino de Granada.
Por una pragmática de 1516, Cisneros, entonces regente de Castilla, pretende obligar a los descendientes de musulmanes a abandonar su traje, usos y costumbres; aunque no de forma inmediata, quedando en suspenso unos años. Lo mismo ocurrirá con una renovación de la misma prohibición, de 1526.

### Corona de Aragón
Los mudéjares de la corona de Aragón (valencianos, aragoneses y catalanes) fueron conminados a bautizarse o ser expulsados en el otoño de 1525, por un decreto de Carlos V. En el reino de Valencia los mudéjares habían sufrido previamente la represión de los sublevados (no musulmanes, sino cristianos) en las Germanías (1519-1523), conmoción simultánea a las Comunidades de Castilla, pero orientada contra los señoríos con mayor concentración de campesinos musulmanes. Los del reino de Aragón fueron bautizados en 1526.

#### Reino de Valencia
Las Germanías de Valencia, rebelión social que en parte se caracterizó por el enfrentamiento de las ciudades (burguesas y cristianas) con el campo (dominado por señores cristianos con campesinos moros, sometidos a un duro régimen señorial), pusieron en primer plano el tema de las conversiones forzadas que se habían suscitado como consecuencia de ellas. Desde 1523 se discute si las conversiones de los mudéjares que se habían producido durante los disturbios habían de tomarse por genuinas o por inválidas al ser forzadas. Una junta de teólogos reunida en Valencia en febrero de 1525 concluye que han de darse por válidas. El propio papa Clemente VII fue presionado diplomáticamente para que justificara la posición oficial, de modo que el 15 de mayo de 1524 emitió un documento permitiendo la expulsión de los que no se bautizaran y desligando a Carlos V de los juramentos que hubiera hecho como consecuencia de su coronación, que implicaban respetar los usos y costumbres de los mudéjares. 
Con ese respaldo, y tras negociaciones en las que las propias aljamas mudéjares intervinieron ofreciendo pagos en dinero por permitirles mantener su situación anterior, apoyados por sus propios señores (principal respaldo de la causa imperial), se emitió la Cédula de 4 de abril de 1525 por la que los mudéjares de Valencia habían de elegir entre la conversión y el exilio, aunque se preveía que durante cuarenta años quedaran fuera de la intervención de la Inquisición, lo que daba sobre todo satisfacción a los intereses señoriales (no perdieron a sus campesinos, pues la salida al exilio no se produjo en la práctica).

## Consecuencias
Avanzando el siglo XVI, tanto entre los moriscos granadinos como entre los valencianos fueron endureciéndose las condiciones de vida y la presión para que abandonaran sus costumbres tradicionales. El Decreto de las Cortes de Monzón promulgado en Valencia el 21 de mayo de 1528 prohibía la lengua, el vestido y las costumbres alimentarias, matrimoniales y mortuorias de los moriscos, aunque se vuelve a impedir el control efectivo por parte de la Inquisición a cambio del pago de cuarenta mil ducados. Disposiciones aún más restrictivas plantea el Sínodo de Guadix de 1554 para los moriscos granadinos.
Algunos nobles cristianos, como Sancho de Cardona, señor de moriscos en Bechí y del valle del Guadalest, son procesados por permitir prácticas religiosas islámicas (1528).
La situación cambió decisivamente a partir de la Revuelta de las Alpujarras (1568-1571), originada por una nueva promulgación de la legislación restrictiva (en esta ocasión por Felipe II), que alcanzó graves niveles de violencia y fue  duramente reprimida. Tras su sometimiento, se acometió una medida drástica: la dispersión de la población morisca granadina por el interior de la Península y la repoblación de las Alpujarras con cristianos viejos. Desde entonces se fue planteando la posibilidad real de expulsión definitiva de toda la población morisca de la Monarquía Hispánica, que se acometió por orden de Felipe III en 1609.